# Lisa Kudrow
Lisa Valerie Kudrow-Stern (Los Ángeles, California, 30 de julio de 1963) es una actriz, comediante, escritora y directora de cine estadounidense nominada a los Globos de Oro,  ganadora de un premio Emmy y de dos Premio del Sindicato de Actores por su interpretación de Phoebe Buffay en la popular comedia de situación Friends. También ha protagonizado las series  The Comeback y Web Therapy.

## Biografía

### Primeros años
Kudrow nació en el suburbio Encino de Los Ángeles, California. Es la hija menor de un matrimonio judío (descendientes de bielorrusos)  formado por Lee (médico) y Nedra Kudrow (agente de viajes); tiene una hermana (Helena Sherman) y dos hermanos (David y Derrick). Es de ascendencia bielorrusa, alemana y húngara. Asistió a la secundaria Portola en Tarzana, California y se graduó en el Vassar College en Poughkeepsie, New York, con un título de grado (Bachelor of Science) en Biología. Trabajó con su padre durante ocho años, siendo acreditada en un estudio científico sobre la relación entre zurdera y cefalea en racimos.
Habla fluidamente el idioma francés.

### Carrera

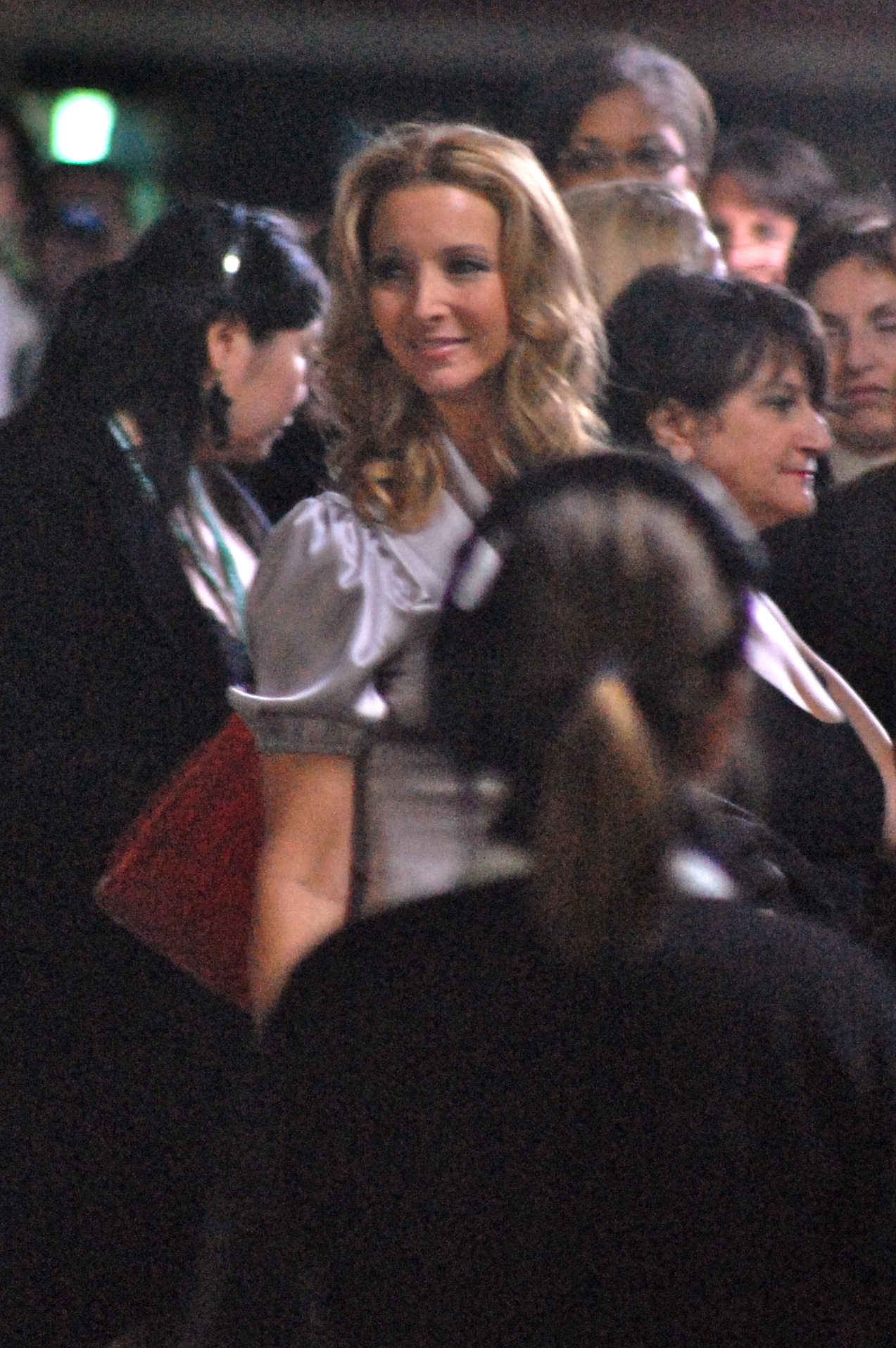
Kudrow en el estreno de El amor y otras cosas imposibles el 16 de septiembre de 2009

Inició su carrera como comediante siendo miembro de The Groundlings. Actuó en el capítulo 9 de la octava temporada de Cheers interpretando a Emily, una actriz que compartía escenario con Woody. Audicionó par programa Saturday Night Live en 1990, pero el programa eligió a Julia Sweney. Fue contratada para el papel de Roz en la serie de televisión Frasier, pero fue despedida durante la filmación del episodio piloto. Su primer papel importante en televisión fue el de Ursula Buffay, la excéntrica camarera de la serie Mad About You. Esta interpretación la llevó a su papel protagonista en Friends, como Phoebe Buffay, un papel por el cual ganó un premio Emmy en 1998 en la categoría de Mejor Actriz de Reparto en una Serie de Comedia. Del elenco de la serie, ella ha sido la protagonista que más candidaturas ha conseguido en estos premios. Ella y Jennifer Aniston han sido las únicas que han ganado este premio.
Ha participado en filmes como: Romy y Michele, Lo opuesto al sexo, Colgadas, Marci X, Analyze This y su secuela Analyze That. También protagonizó el filme biográfico Wonderland, película que relata la vida de la estrella porno John Holmes. Hizo todas sus escenas de excesos (2003) en tan solo tres días.
Kudrow personificó a Valerie Cherish, el personaje principal en la serie original de HBO, The Comeback. La serie se estrenó en HBO en 2005. Además fue cocreadora, escritora y productora ejecutiva de la serie. El show no fue renovado para otra temporada.
En el año 2007 ha coprotagonizado la película P.S. I Love You, junto con Hilary Swank y Gina Gershon.
Ese mismo año protagonizó la comedia ácida Kabluey dirigida por Scott Prendergast, una película independiente que ha recibido muy buenas críticas, sobre todo para Lisa. Varios críticos coincidieron que con esta película, Kudrow demuestra que es la mejor intérprete de los ex-Friends.
En 2008 participó en la película Hotel para perros. En 2009 interpretó el papel de la madre de Will Burton en la película School rockband en la que también aparecen otras actrices como Vanessa Hudgens y Alyson Michalka.
En 2009 participó del film El amor y otras cosas imposibles junto a Natalie Portman y Scott Cohen. En enero de 2011 se reveló el casting original de la serie estadounidense Modern family. Allí se enlistaba a Kudrow, como "Claire Dunphy", pero finalmente el papel fue interpretado por la actriz Julie Bowen. En 2011 fue guionista, productora y protagonista de una comedia que se emite en Internet llamada Web therapy, donde interpreta a Fiona Wallice, una psicóloga que pasa consulta a través de Internet.

### Vida personal

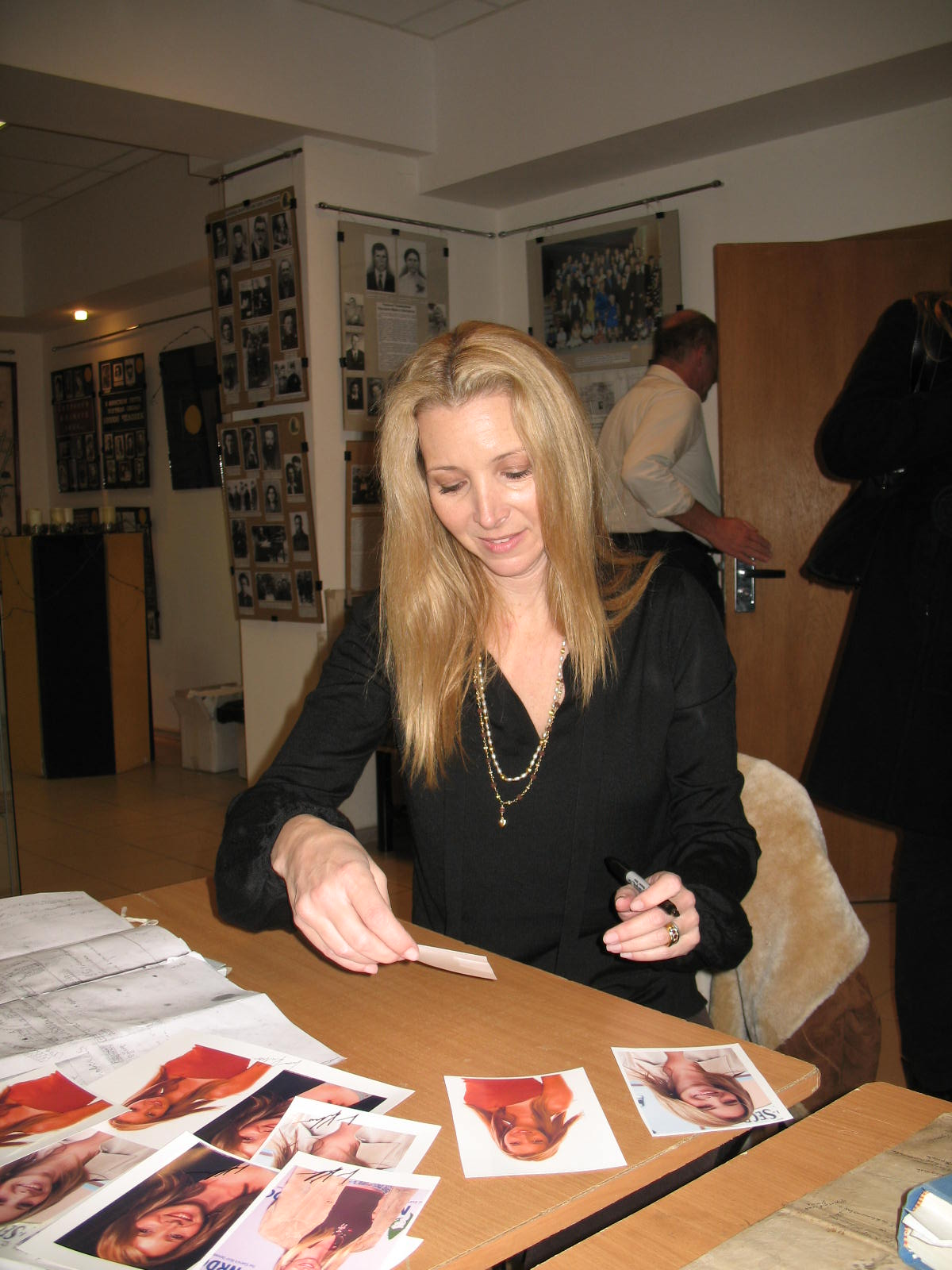
Kudrow en el Museo de Historia y Cultura de los Judíos de Bielorrusia

A finales de los años ochenta mantuvo una corta relación con el presentador de Late Night, Conan O'Brien.
Desde 1995, Kudrow está casada con Michel Stern, nacido en Francia, a quien conoció cuando este visitaba el set de Friends. Tienen un hijo juntos, Julian Murray (nacido el 7 de mayo de 1998).
Kudrow es prima de la actriz y productora Thea Mann.
Es vegetariana. Actualmente vive en Beverly Hills, Los Ángeles.

## Filmografía

### Cine
| Año  | Título                                 | Papel                     | Notas         |
| ---- | -------------------------------------- | ------------------------- | ------------- |
| 1986 | America 3000                           | Líder rebelde             | Sin acreditar |
| 1989 | L.A on $5 a Day                        | Encantadora de serpientes |               |
| 1991 | To the Moon, Alice                     | Amiga de la niña alegre   | Cortometraje  |
| 1991 | The Unborn                             | Louisa                    |               |
| 1992 | Dance with Death                       | Millie                    |               |
| 1992 | In the Heat of Passion                 | Esther                    |               |
| 1994 | In the Heat of Passion 2: Unfaithful   | Cajera                    |               |
| 1995 | The Crazysister                        | Adrian Wexler-Jones       |               |
| 1996 | Mother                                 | Linda                     |               |
| 1997 | Romy and Michele's High School Reunion | Michele Weinberger        |               |
| 1997 | Clockwatchers                          | Paula                     |               |
| 1997 | Hacks                                  | Lectora                   |               |
| 1998 | The Opposite of Sex                    | Lucia DeLury              |               |
| 1999 | Analyze This                           | Laura MacNamara Sobel     |               |
| 2000 | Hanging Up                             | Maddy Moell               |               |
| 2000 | Lucky Numbers                          | Crystal Latroy            |               |
| 2001 | All over the guy                       | Marie                     |               |
| 2001 | Dr. Dolittle 2                         | Ava                       | Voz           |
| 2002 | Bark!                                  | Dra. Darla Portnoy        |               |
| 2002 | Analyze That                           | Laura Sobel               |               |
| 2003 | Marci X                                | Marci Field               |               |
| 2003 | Wonderland                             | Sharon Holmes             |               |
| 2005 | Happy Endings                          | Mamie Toll                |               |
| 2007 | Kabluey                                | Leslie Miniver            |               |
| 2007 | P.S. I Love You                        | Denise Hennessey          |               |
| 2009 | Hotel for Dogs                         | Lois Scudder              |               |
| 2009 | Powder Blue                            | Sally                     |               |
| 2009 | Paper Man                              | Claire Dunn               |               |
| 2009 | Bandslam                               | Karen Burton              |               |
| 2009 | The Other Woman                        | Carolyn Soule             |               |
| 2010 | Easy A                                 | Sra. Griffith             |               |
| 2014 | Neighbors                              | Carol Gladstone           |               |
| 2016 | El Americano: The Movie                | Lucille                   | Voz           |
| 2016 | Neighbors 2: Sorority Rising           | Carol Gladstone           |               |
| 2016 | The Girl on the Train                  | Martha                    |               |
| 2017 | The Boss Baby                          | Janice Templeton          | Voz           |
| 2017 | Table 19                               | Bina Kepp                 |               |
| 2019 | Long Shot                              | Katherine                 |               |
| 2019 | Booksmart                              | Charmaine Antsler         |               |
| 2020 | Like a Boss                            | Shay Whitmore             |               |
| 2021 | The Boss Baby: Family Business         | Janice Templeton          | Voz           |
| 2022 | Better Nate Than Ever                  | Heidi                     |               |

### Televisión
| Año       | Título                           | Papel                                   | Notas                                        |
| --------- | -------------------------------- | --------------------------------------- | -------------------------------------------- |
| 1989      | Cheers                           | Emily                                   | Episodio: «Two Girls for Every Boyd»         |
| 1989      | Just Temporary                   | Nicole                                  | Película de televisión                       |
| 1990      | Newhart                          | Sada                                    | Episodio: «The Last Newhart»                 |
| 1990      | Life Goes On                     | Stella                                  | Episodio: «Becca and the Band»               |
| 1991      | Murder in High Places            | Señorita Stich                          | Película de televisión                       |
| 1992      | Room for Two                     | Mujer de negro                          | Episodio: «Not Quite... Room for Two»        |
| 1993      | Flying Blind                     | Amy                                     | Episodio: «My Dinner with Brad Schimmel»     |
| 1993      | Bob                              | Kathy Fleisher                          | 3 episodios                                  |
| 1993–1999 | Mad About You                    | Ursula Buffay                           | Recurrente; 24 episodios                     |
| 1993–1994 | Coach                            | Lauren                                  | 2 episodios                                  |
| 1994–2004 | Friends                          | Phoebe Buffay                           | Protagonista; 236 episodios                  |
| 1995–2001 | Friends                          | Ursula Buffay                           | Recurrente; 8 episodios                      |
| 1996      | Hope & Gloria                    | Phoebe Buffay                           | Episodio: «A New York Story»                 |
| 1996      | Duckman                          | Beta Maxians                            | Voz; 1 episodio                              |
| 1996      | Saturday Night Live              | Ella misma / Presentadora               | Episodio: «Lisa Kudrow/Sheryl Crow»          |
| 1997      | Dr. Katz, Professional Therapist | Lisa (voz)                              | Episodio: «Reunion»                          |
| 1998      | Los Simpson                      | Alex Whitney (voz)                      | Episodio: «Lard of the Dance»                |
| 1998–1999 | Hercules: The Animated Series    | Afrodita (voz)                          | 4 episodios                                  |
| 2001      | King of the Hill                 | Marjorie Pittman (voz)                  | Episodio: «The Exterminator»                 |
| 2001      | Blue's Clues                     | Dr. Stork (voz)                         | Episodio: «The Baby's Here!»                 |
| 2004–2005 | Father of the Pride              | Foo-Lin (voz)                           | 2 episodios                                  |
| 2005–2014 | The comeback                     | Valerie Cherish                         | 21 episodios; también productora y escritora |
| 2005      | Hopeless Pictures                | Sandy (voz)                             | 2 episodios                                  |
| 2006      | American Dad!                    | Fantasma de las Navidades Pasadas (voz) | Episodio: «The Best Christmas Story Never»   |
| 2008–2015 | Web Therapy                      | Fiona Wallice                           | Protagonista; también productora y escritora |
| 2010      | Cougar Town                      | Dra. Amy Evans                          | Episodio: «Rhino Skin»                       |
| 2010–2022 | Who Do You Think You Are?        | Ella misma                              | Productora; episodio: «Lisa Kudrow»          |
| 2013      | Wendell and Vinnie               | Natasha                                 | Episodio: "Swindel & Vinnie"                 |
| 2013      | Scandal                          | Josephine «Josie» Marcus                | 4 episodios                                  |
| 2015      | BoJack Horseman                  | Wanda Pierce (voz)                      | 7 episodios                                  |
| 2016–2019 | Unbreakable Kimmy Schmidt        | Lori-Anne Schmidt                       | 3 episodios                                  |
| 2018      | Grace and Frankie                | Sheree                                  | 3 episodios                                  |
| 2020      | The Good Place                   | Hipatia                                 | Episodio: «Patty»                            |
| 2020      | Death to 2020                    | Jeanetta Grace Susan                    | Especial de televisión                       |
| 2020–2021 | Feel Good                        | Linda Martin                            | Elenco principal                             |
| 2020–2022 | Space Force                      | Maggie Naird                            | 5 episodios                                  |
| 2021      | Friends: The Reunion             | Phoebe Buffay / Ella misma              | Especial de televisión                       |
| 2021–2023 | HouseBroken                      | Honey                                   | Voz; elenco principal                        |
| 2024      | Time Bandits                     | Penelope                                | Elenco principal; 10 episodios               |
| 2024      | No Good Deed                     | Lydia Morgan                            | Elenco principal; 8 episodios                |

## Premios y nominaciones
Globos de Oro
- 1996 - Mejor Actriz de Reparto en una Serie, miniserie o telefilme, "Friends" - Nominada

Premios Primetime Emmy
- 1995 - Mejor Actriz de Reparto en una Serie de Comedia, "Friends" - (Nominada)
- 1997 - Mejor Actriz de Reparto en una Serie de Comedia, "Friends" - (Nominada)
- 1998 - Mejor Actriz de Reparto en una Serie de Comedia, "Friends" - (Ganadora)
- 1999 - Mejor Actriz de Reparto en una Serie de Comedia, "Friends" - (Nominada)
- 2000 - Mejor Actriz de Reparto en una Serie de Comedia, "Friends" - (Nominada)
- 2001 - Mejor Actriz de Reparto en una Serie de Comedia, "Friends" - (Nominada)
- 2006 - Mejor Actriz Principal en una Serie de Comedia, "The Comeback" - (Nominada)

Premios del Sindicato de Actores
- 1996 - Mejor Interpretación de una Actriz en una Serie de Comedia, "Friends" - (Nominada)
- 1999 - Mejor Interpretación de una Actriz en una Serie de Comedia, "Friends" - (Nominada)
- 1999 - Mejor elenco en una Serie de Comedia, "Friends" - (Nominada)
- 2000 - Mejor Interpretación de una Actriz en una Serie de Comedia, "Friends" - (Ganadora)
- 2000 - Mejor elenco en una Serie de Comedia, "Friends" - (Nominada)
- 2001 - Mejor elenco en una Serie de Comedia, "Friends" - (Nominada)
- 2002 - Mejor elenco en una Serie de Comedia, "Friends" - (Nominada)
- 2003 - Mejor elenco en una Serie de Comedia, "Friends" - (Nominada)
- 2004 - Mejor Interpretación de una Actriz en una Serie de Comedia, "Friends" - (Nominada)
- 2004 - Mejor elenco en una Serie de Comedia, "Friends" - (Nominada)

Premios American Comedy
- 1996 - Actriz de Reparto más divertida en una Serie de Televisión, "Friends" - (Nominada)
- 1999 - Actriz de Reparto más divertida en una Serie de Televisión, "Friends" - (Nominada)
- 1999 - Actriz invitada más divertida en una Serie de Televisión, "Mad About You" - (Nominada)
- 1999 - Actriz de Reparto más divertida en una Película, "Lo opuesto al sexo" - (Nominada)
- 2000 - Actriz de Reparto más divertida en una Serie de Televisión, "Friends" - (Ganadora)
- 2000 - Actriz más divertida en un Especial de Televisión (Principal o de Reparto), "1999 MTV Movie Awards" - (Nominada)
- 2000 - Actriz de Reparto más divertida en una Película "Una terapia peligrosa" - (Nominada)
- 2001 - Actriz de Reparto más divertida en una Serie de Televisión, "Friends" - (Nominada)

Premios Blockbuster Entertainment
- 2000 - Actriz Favorita de Reparto, Comedia. "Una terapia peligrosa" - (Ganadora)

Premios de la Asociación de Críticos de Cine de Chicago
- 1999 - Mejor Actriz de Reparto "Lo opuesto al sexo" - (Nominada)

Premios Chlotrudis
- 1999 - Mejor Actriz de Reparto "Lo opuesto al sexo" - (Ganadora)

Premios Gracie Allen
- 2006 - Mejor Protagonista Femenino en una Serie de Comedia "The Comeback" - (Ganadora)

Independent Spirit Awards
- 1999 - Mejor Secundario Femenino "Lo opuesto al sexo" - (Nominada)

Premios Kid's Choice
- 2000 - Mejores Amigos de la Televisión (compartido con Jennifer Aniston y Courteney Cox-Arquette) "Friends" - (Nominadas)

MTV Movie Awards
- 1998 - Mejor Secuencia de Baile (compartido con Mira Sorvino y Alan Cumming) "Romy y Michele" - (Nominados)

Premios del Círculo de críticos de cine de Nueva York
- 1998 - Mejor Actriz de Reparto "Lo opuesto al sexo" - (Ganadora)

Premios de la Sociedad de Críticos de Cine Online
- 1999 - Mejor Actriz de Reparto "Lo opuesto al sexo" - (Nominada)

Satellite Awards
- 1998 - Mejor Interpretación Femenina en una Película, Comedia o Musical "Romy y Michele" - (Nominada)
- 2001 - Mejor Interpretación Femenina en una Serie de Comedia "Friends" - (Ganadora)
- 2002 - Mejor Interpretación Femenina en una Serie de Comedia "Friends" - (Nominada)
- 2006 - Mejor Actriz en una Serie de Comedia "The Comeback" - (Nominada)
- 2008 - Mejor Actriz - Comedia Musical "Kabluey" - (Nominada)

Premios TV Guide'
- 2000 - Actriz Cómica Favorita "Friends" - (Nominada)
- 2000 - Elección del Editor (compartido con sus compañeros de Friends, Jane Sibbet y John Cristopher Allen)

Premios Teen Choice
- 1999 - Actriz de Moda, Cine "Lo opuesto al sexo" - (Nominada)
- 2000 - Actriz de Moda, Cine "Colgadas" - (Ganadora)
- 2002 - Actriz de Comedia, Televisión "Friends" - (Nominada)